# Calostephane marlothiana
Calostephane marlothiana är en tvåhjärtbladiga växtart som beskrevs av Karl August Otto Hoffmann. Calostephane marlothiana ingår i släktet Calostephane, och familjen korgblommiga. Inga underarter finns listade i Catalogue of Life.